# Sankt Johannes kyrka i Kaneo

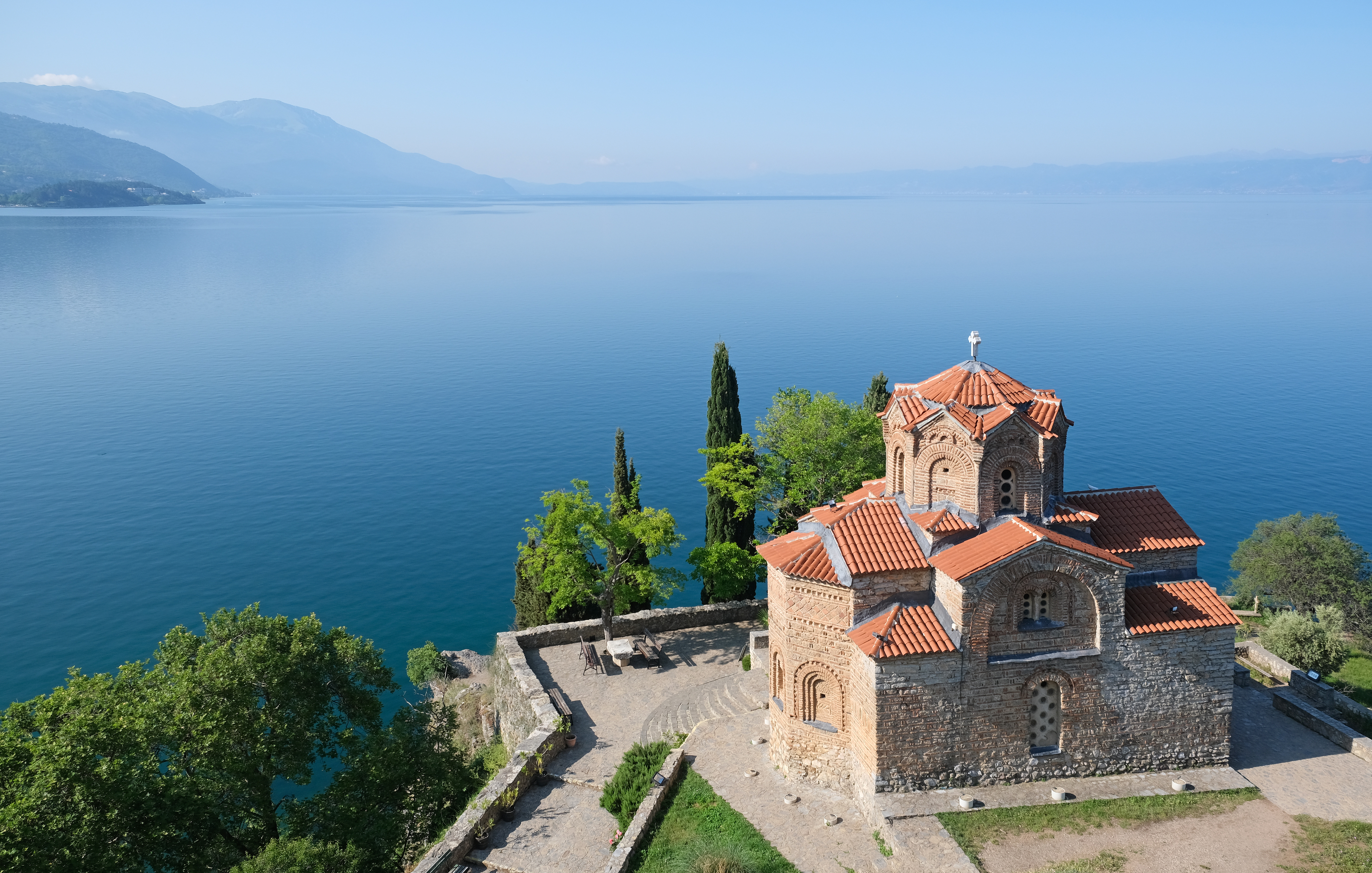
Sankt Johannes kyrka och Ohridsjön.

Sankt Johannes kyrka vid Kaneo (makedonska: Свети Јован Канео eller Sveti Jovan Kaneo) är en makedonsk-ortodox kyrka vid staden Ohrid i Nordmakedonien. Kyrkan är tillägnad aposteln Johannes och byggdes under 1200-talet. Kyrkan ligger direkt invid Ohridsjön och har en berömd naturskön utsikt. Unesco har utsett kyrkan som en del av världsarvet i Ohrid.
Kyrkan som byggdes under 1200-talet var från början rikt utsmyckad med fresker och ikoner med kristna motiv. Kyrkan var dock övergiven under cirka 300 år, från 1600-talet till 1800-talet, då osmanerna hade erövrat området. Under 1800-talet började man restaurera kyrkan och under 1900-talet fann man i kupolen flera fresker som klarat sig. Idag är Sankt Johannes kyrka en av de populäraste turistattraktionerna i Ohrid och i hela Makedonien. Kyrkan är även en viktig och populär symbol för det makedonska folket och för landet Nordmakedonien.